# Lonhyn Cehelskyj
Lonhyn Cehelskyj, též Longin, cyrilicí Лонгин Цегельський, též Льонгин Цегельський (29. srpna 1875 Kamjanka Strumylova – 13. prosince 1950 Filadelfie), byl rakouský politik ukrajinské (rusínské) národnosti z Haliče, na počátku 20. století poslanec Říšské rady.

## Biografie
Působil coby čekatel advokacie. Jeho otcem byl řecko-katolický duchovní Michajyl Cehelskyj. Vystudoval práva na Lvovské univerzitě. Už během studentských let byl veřejně a politicky činný. Na sjezdu ukrajinských studentů v roce 1900 ve Lvově požadoval nezávislost Ukrajiny. Roku 1901 vydal knihu Rus-Ukrajina i Moskovščyna-Rosija (Русь-Україна і Московщина-Росія), která byla ve své době vlivným manifestem ukrajinské národní svébytnosti. Byl redaktorem četných periodik: Dilo (1908), Svoboda (1907–1908) a Ukrajinske slovo (1915–1918).
Patřil k Ukrajinské národně demokratické straně. V období let 1913–1914 byl poslancem Haličského zemského sněmu.
Působil také coby poslanec Říšské rady (celostátního parlamentu Předlitavska), kam usedl v doplňovacích volbách do Říšské rady roku 1910, konaných podle všeobecného a rovného volebního práva. Byl zvolen za obvod Halič 60. Nastoupil 24. listopadu 1910 místo Heinricha Gabela. Mandát obhájil i v řádných volbách do Říšské rady roku 1911, nyní za obvod Halič 67. Rezignace byla oznámena na schůzi 6. listopadu 1917. Do parlamentu pak místo něj usedl Omeljan Pohoreckyj. Po volbách roku 1910 byl uváděn coby člen poslaneckého Rusínského klubu. Po volbách roku 1911 byl členem klubu Ukrajinské parlamentní zastoupení.
Za první světové války byl členem Ukrajinské národní rady. Po konci války zastával významné posty ve vedení Ukrajinské národní rady a Západoukrajinské lidové republiky. Na přelomu let 1918–1919 byl jejím ministrem vnitra. Podílel se na formálním sloučení Západoukrajinské lidové republiky s Ukrajinskou lidovou republikou.
V letech 1920–1921 byl vyslancem exilové vlády Západoukrajinské lidové republiky Jevhena Petruševyče v USA. Ve Spojených státech se usadil trvale a byl zde činný v ukrajinském krajanském prostředí. Spoluzaložil organizaci Ukrainian Congress Committee of America. Byl členem redakce listu Amerika.